# St. Valentin (Holzhausen)

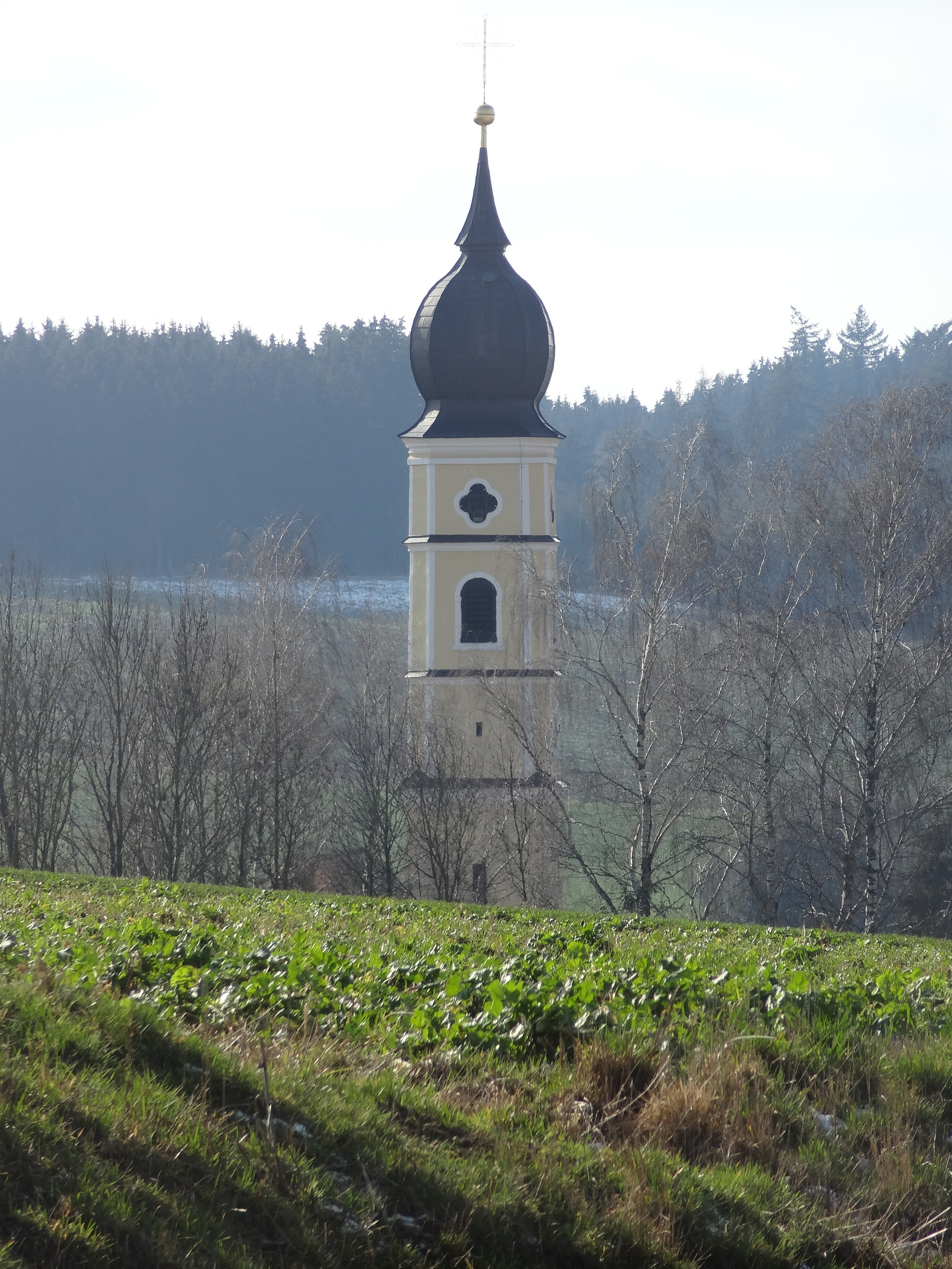
Turm der Pfarrkirche St. Valentin

Die römisch-katholische Pfarrkirche St. Valentin in Holzhausen, einem Ortsteil des Marktes Geisenhausen im niederbayerischen Landkreis Landshut, ist eine hochbarocke Anlage des späten 17. Jahrhunderts. Zusammen mit der 1718 erbauten Maria-Hilf-Kapelle, die über einen Arkadengang mit dem Hauptportal der Pfarrkirche verbunden ist, bildet sie ein denkmalgeschütztes Ensemble. Die Pfarrei Holzhausen bildet heute zusammen mit der Pfarrei St. Martin in Geisenhausen und der Kuratie St. Margaretha in Diemannskirchen den Pfarrverband Geisenhausen.

## Geschichte
Bereits im Jahr 1315 wird die Pfarrei Holzhausen als Teil des Dekanats Vilslern in der ältesten Bistumsbeschreibung des Bistums Freising, der „Konradinischen Matrikel“, genannt.
Die heutige Barockkirche wurde im ausgehenden 17. Jahrhundert erbaut und 1718 von der Maria-Hilf-Kapelle zu einem Ensemble vervollständigt. Von 1854 bis 1864 wurde sie renoviert und erhielt vorübergehend eine neuromanische Ausstattung.
Der Kirchenpatron Valentin von Terni (Gedenktag: 14. Februar) wird nicht nur als Patron der Liebenden verehrt, sondern auch gegen Krankheiten wie Ohnmachtsanfälle, Wahnsinn, Epilepsie, Gicht, Pest und Gebärmutterkrankheiten angerufen. Da das Patrozinium des heiligen Valentin in Altbayern selten ist, konnte die Kirche seit jeher zum Patroziniumsfest einen großen Zulauf aus einem weiten Einzugsgebiet verzeichnen. Noch heute wird der Gedenktag des heiligen Valentin mit einem feierlichen Gottesdienst begangen. Dabei segnet der Priester die sogenannten „Valentini-Zeltln“, kleine Brote, denen mit einem Stempel das Bild des heiligen Valentin aufgedrückt wird. Diese werden im Anschluss an die Gottesdienstbesucher verteilt. Möglicherweise geht diese Tradition auf die im Urchristentum verbreiteten Eulogien zurück.

## Architektur

### Pfarrkirche St. Valentin
Der nach Osten ausgerichtete, vollständig verputzte Saalbau umfasst ein vierjochiges Langhaus und einen dreijochigen Chor, der außen in drei Seiten des Achtecks, innen rund geschlossen ist. Der gelb getünchte Bau wird durch weiße Lisenen und rundbogige Fensteröffnungen gegliedert. Der Innenraum wird von einem flachen Tonnengewölbe mit großen Stichen überspannt. Dieses ruht im Chor auf einfachen, im Langhaus auf ionisierenden Pilastern.
Südlich am Chor ist eine zweigeschossige Sakristei angebaut, deren oberes Geschoss in der zweiten Hälfte des 19. Jahrhunderts aufgestockt wurde, nördlich der Turm. Letzterer umfasst einen dreigeschossigen, quadratischen Unterbau mit Lisenengliederung, der – vermittelt durch ein weit auskragendes, profiliertes Gesims – in einen dreigeschossigen Oberbau mit abgeschrägten Kanten übergeht. Dieser enthält im unteren Geschoss in Richtung Norden und Süden zwei Ziffernblätter der Turmuhr, im mittleren Geschoss allseitige, rundbogige Schallöffnungen und im oberen Geschoss allseitige vierpassförmige Öffnungen. Die Geschosse des Turmaufsatzes werden durch schwache Gesimse getrennt. Den oberen Abschluss bildet eine Zwiebelkuppel. Während der Turmaufsatz und die Kuppel auf das ausgehende 17. Jahrhundert datiert werden, geht der spätgotische Turmunterbau auf die zweite Hälfte des 15. Jahrhunderts zurück.

### Maria-Hilf-Kapelle
Im Friedhof südlich der Pfarrkirche befindet sich die Maria-Hilf-Kapelle, die zugleich als Taufkapelle dient. Sie ist mit dem westlichen Teil der Pfarrkirche durch einen dreijochigen, kreuzgewölbten Arkadengang verbunden. Der äußerlich ungegliederte Saalbau ohne ausgeschiedenen Chor umfasst drei Joche und einen Halbkreisschluss. Der Innenraum wird von einer Korbbogentonne mit Stichkappen überwölbt. Die Gurtbögen ruhen auf kannelierten Pilastern mit korinthisierenden Kapitellen, die zugleich die Innenwände gliedern.

## Ausstattung

### Pfarrkirche St. Valentin
Der spätbarocke Hochaltar wurde 1970 erworben und zum Schluss einer Innenrenovierung in der Pfarrkirche aufgestellt. Das Altarblatt zeigt die heilige Maria mit dem Jesuskind, umkränzt von Rosengebinde mit der Beischrift O wunderbarliche Mutter bitt für uns. In der Kirche sind außerdem einige Barockfiguren zu finden: der heilige Valentin, der Teil eines früheren Hochaltares war, die Mutter Gottes mit dem Kind in der linken Hand sowie die Heiligen Stephanus und Antonius von Padua. Erwähnenswert sind auch die Stuhlwangen aus der Zeit um 1780/90, die qualitätvolle Schnitzereien im Stile des späten Rokoko zeigen.
An der nördlichen Wand im Chorraum befindet sich ein gut erhaltener Votivstein aus rotem Marmor. Dieser ist 1,90 Meter hoch und 0,98 Meter breit. Die qualitätvolle Steinmetzarbeit aus dem letzten Drittel des 15. Jahrhunderts wurde von Stephan Perger, dem damaligen Pfarrer von Vilslern und Pfarrvikar von Holzhausen, gestiftet. Früher war er an der südlichen Außenwand des Langhauses angebracht. Auf dem Votivstein ist ein Relief des heiligen Valentin in einem Bischofsgewand dargestellt. An seinem linken Fuß windet sich ein Epileptiker mit verzerrter Mimik auf dem Boden – die linke Hand auf Brust bzw. Herz, die rechte hilfesuchend nach dem Heiligen ausgestreckt. An Valentins rechtem Fuß kniet ein Geistlicher, durch sein Wappen als der Stifter ausgewiesen, mit seiner Kopfbedeckung und einem Spruchband in den Händen. Darauf steht: S: Valetine ora · pro · me (lat. „Hl. Valentin, bitte für mich“). Über der Hauptfigur ist eine Maßwerkverzierung angeordnet, die sich auf seitlichen Diensten abzustützen scheint. Die Umschrift des Votivsteins ist in gotischen Minuskeln ausgeführt und lautet: O · valentine  destrvctor  ruine · magne · p (= per) · te · fvgatvr · epilens · at (=atque) · domat · xps (= Christus) · In · carne · destrvctor · mortis · eterne · hec · dona · tibi · dat et tva · veste · tibi · remittit /// (lat. „O Valentin, Verhinderer großer Stürze, durch Dich wird Fallsucht vertrieben und Christus siegt als Überwinder des leiblichen Todes. Er verleiht dir diese ewige Ehre und gibt dir dein Gewand zurück“). Das Grabdenkmal für Stephan Perger, verstorben am 24. Februar 1486, ist in der Friedhofskapelle von Untervilslern bis heute erhalten.
Im Jahr 1761 erhielt St. Valentin eine einmanualige Orgel mit insgesamt acht Registern von dem Landshuter Orgelbauer Johann Schweinacher, die nicht erhalten ist. Sie wurde 1913 durch einen Neubau der Münchner Firma Nenninger & Moser ersetzt. Dieser ist bis heute in Betrieb. Er umfasst insgesamt 14 Register auf zwei Manualen und Pedal. Die Kegelladen werden über pneumatische Spiel- und Registertrakturen angesteuert. Das Instrument ist hinter einem neuromanischen Prospekt untergebracht und besitzt einen freistehenden Spieltisch. Die Disposition lautet wie folgt:
| I Manual C–f3 |            |    |
| 1.            | Principal  | 8′ |
| 2.            | Soloflöte  | 8′ |
| 3.            | Salicional | 8′ |
| 4.            | Quintatön  | 4′ |
| 5.            | Octav      | 4′ |

| II Manual C–f3 |                |        |
| 6.             | Gamba          | 8′     |
| 7.             | Vox coelestis  | 8′     |
| 8.             | Orchesterflöte | 4′     |
| 9.             | Quintflöte     | 2 ⁄3′  |
| 10.            | Flageoletto    | 2′     |
| 11.            | Terzflöte      | 1 3⁄5′ |
| 12.            | Echo-Cornett   | 2 ⁄3′  |
|                | Tremulant      |        |

| Pedal C–d1 |        |     |
| 13.        | Subbaß | 16′ |
| 14.        | Cello  | 8′  |

- Koppeln: II/I, I/P, II/P, Sub II/I, Super II/I
- Spielhilfen: Tutti, 1 freie Kombination, Crescendo

### Maria-Hilf-Kapelle
Die Maria-Hilf-Kapelle ist reich mit qualitätvollen Stuckaturen am Gewölbe und an den Innenwänden über den Fenstern verziert. Neben filigranem Rankwerk finden sich als Motive unter anderem Engel, Engelsköpfe und Fruchtgehänge. Die Arbeiten werden einem unbekannten Wessobrunner Stuckateur zugeschrieben. Dies erscheint auch dadurch naheliegend, dass in Holzhausen seit 1718 eine Bruderschaft zu Ehren der Unbefleckten Empfängnis Mariä bestand, die als Filiale einer gleichnamigen Bruderschaft in Wessobrunn geführt wurde.
Der Hochaltar, ein Stuckmarmoraufbau mit zwei Säulen und zwei Halbsäulen, stammt aus der Entstehungszeit der Kapelle. Das neuromanische Altarblatt zeigt eine Darstellung der Vierzehn Nothelfer. Der einfach gearbeitete Taufstein, bestehend aus einem achtseitigen Fuß und einem ebensolchen Becken, stammt aus dem 15. oder 16. Jahrhundert. Die Ornamente wurden in der zweiten Hälfte des 19. Jahrhunderts ergänzt. Der Taufstein wurde zuletzt 2014 instand gesetzt; seither dient die Maria-Hilf-Kapelle wieder als Taufkapelle.